# George Brendecke
George Brendecke (ur. 10 października 1967) – australijski judoka.
Brązowy medalista mistrzostw Oceanii w 2006. Mistrz Australii w 2004 i 2006 roku.